# Xi2 Lupi
Título a ser usado para criar uma ligação interna é Xi2 Lupi.
Xi2 Lupi (139 Lupi) é uma estrela na direção da constelação de Lupus. Possui uma ascensão reta de 15h 56m 54.11s e uma declinação de −33° 57′ 51.0″. Sua magnitude aparente é igual a 5.59. Considerando sua distância de 196 anos-luz em relação à Terra, sua magnitude absoluta é igual a 1.70. Pertence à classe espectral B9V.